# Pompon (poisson rouge)
Pour les articles homonymes, voir Pompon.
Les pompons, pompon ou hana fusa sont un type de variété de poisson rouge qui a des d'excroissances charnues entre les narines, de chaque, côté de la tête,.

## Description

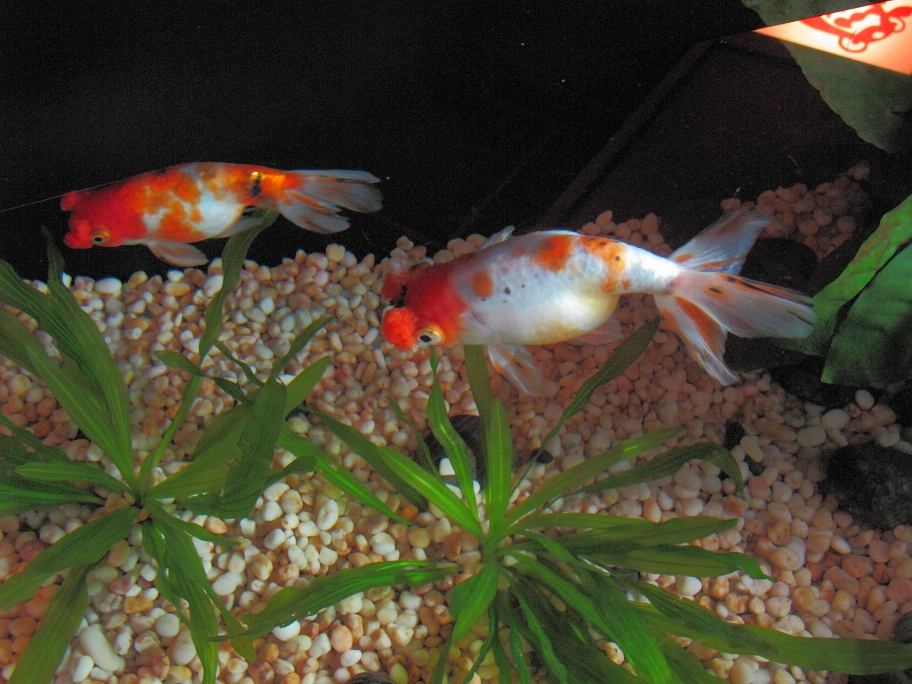
Deux poissons rouges de type pompons.

Le pompon a une forme de corps similaire à ceux de la tête de lion ou d'Oranda, mais au lieu de porter une excroissance de la tête, il a des excroissances charnues au niveau des narines. La taille de ces excroissances varie en fonction des poissons. Chez certains spécimens, les excroissances pendent au-delà de la bouche. Cette variété de poisson a été développée par des sélections intensives sur l'espèce. Les pompons peuvent avoir des écailles métalliques ou nacrées et peuvent être avec ou sans nageoire dorsale,. Il est préférable que cette variété soit élevée avec la même variété ou d'autres poissons sans nageoire dorsale.
Les Chinois présentent cette variété sous le nom de « boule de velours ». Il existe des traces de l'existence de ce poisson remontant à 1898. La première importation de ces poissons au Royaume-Uni remonte à 1936, lorsque les poissons d'origine ont été exportés de Shanghai et que d'autres ont été exposés dans un aquarium à Paris. Il était très populaire au début du poisson rouge fantaisie, mais il est maintenant très rarement vu à la vente ou en exposition.